# Christmas Guy
Christmas Guy (titulado El hombre de la Navidad en Latinoamérica y El hombre de Navidad en España) es el octavo episodio de la duodécima temporada y el número 218 en general de la serie animada de comedia Padre de familia. Se estrenó originalmente por FOX el 15 de diciembre de 2013 y el 30 de junio de 2014 en Latinoamérica por FX.
El capítulo se centra en el retorno de Brian Griffin (que murió dos capítulos antes en "Life of Brian").

## Argumento
Es Navidad en Quahog y los Griffin van al centro comercial para ver el carnaval anual de Navidad, pero descubren que se ha cancelado, lo que enfada a Stewie. Después de investigarlo, Vinny descubre que quién lo ha cancelado ha sido Carter Pewterschmidt, el padre de Lois, ya que él siempre ha odiado la Navidad. Peter trata de que su suegro encuentro su espíritu Navideño y, después de intentarlo mucho, consigue que descancele el carnaval del centro comercial.
Sin embargo, Stewie sigue deprimido. Cuando un Santa Claus del centro comercial le pregunta a Stewie qué quiere por Navidad, Stewie le dice que quiere recuperar a su mejor amigo, Brian. Vinny intenta animar a Stewie actuando como Brian, pero no consigue levantarle el ánimo. Vinny decide que pueden volver al centro comercial para comprar un regalo. Entonces, allí Stewie encuentra a su yo del pasado, que vino al futuro por Navidad para comprarse un regalo por adelantado. Stewie decide robarle la plataforma de retorno a su yo para ir al momento de la muerte de Brian y salvarlo. Stewie se despide de Vinny, ya que ni él ni su familia lo habrán conocido jamás si salva a Brian.
En el pasado, Stewie llega a tiempo para salvar a Brian y le explica lo que había ocurrido. Stewie envía la máquina del tiempo de vuelta al presente. Brian le agradece a Stewie el haberle salvado la vida, pero Stewie empieza a desaparecer lentamente ya que la línea temporal donde Brian murió nunca existió. Sin saber qué ha pasado, llega el Stewie del presente y le pregunta a Brian con quién estaba hablando. Brian le dice que estaba hablando con un tipo muy alucinante, sin saber que era con él.
En el día de Navidad del presente, Brian está vivo y a salvo. Él no puede agradecerle lo suficiente a Stewie por haberlo salvado.

## Recepción

### Audiencia
El episodio fue visto por un total de 6.37 millones de personas en su estreno en Estados Unidos. Fue el segundo espectáculo más visto de la noche de la dominación de la animación en FOX venciendo a American Dad! y Bob's Burgers pero perdiendo frente Los Simpson, que obtuvo 8.48 millones de espectadores.

### Recepción crítica
Eric Thurm de The A.V. Club calificó el episodio con una B+.
- Datos: Q16526327